# Universität Banja Luka
Die Universität Banja Luka (serbokroatisch Универзитет у Бањој Луци Univerzitet u Banjoj Luci) ist eine der beiden Universitäten von Banja Luka in Bosnien und Herzegowina. Die Universität hat gegenwärtig 16 Fakultäten.
Die Universität liegt im Teilstaat Republika Srpska mit vorwiegend serbischer Sprache. Sie ist Mitglied der European University Association und führt Hochschulpartnerschaften u. a. mit Universitäten in Serbien. 
Derzeit studieren etwa 15.000 Studenten. Die Ausbildung begann ab 1950 mit pädagogischen und technischen Ausbildungen. Die Universität wurde 1975 gegründet und war ursprünglich nach Đuro Pucar benannt (Univerzitet „Đuro Pucar Stari“).

## Fakultäten
Bei ihrer Gründung hatte die Universität fünf Fakultäten:
- Fakultät für Elektrotechnik
- Fakultät für Technologie
- Fakultät für Maschinenbau
- Fakultät für Recht
- Fakultät für Wirtschaftswissenschaft

später kamen folgende Fakultäten hinzu:
- Fakultät für Medizin (1978)
- Fakultät für Landwirtschaft (1992)
- Fakultät für Forstwirtschaft (1992)
- Fakultät für Philosophie (1994)
- Fakultät für Architektur und Bauingenieurwesen (1995)
- Fakultät für Naturwissenschaft und Mathematik (1996)
- Kunstakademie (1999)
- Fakultät für Leibeserziehung und Sport (2001)
- Fakultät für Philologie (2009)
- Fakultät für Bergbau
- Fakultät für Politikwissenschaften